# ブラッドリー山
ブラッドリー山(Mons Bradley)は、雨の海に沿ったアペニン山脈にある月の山である。コノンの西に位置する。山の西には、リマ・ブラッドリーがある。
月面座標は、北緯22.0°、東経1.0°で、最大直径30km、標高4.2kmである。イギリスの天文学者ジェームズ・ブラッドリーにちなんで命名された。

## リマ・ブラッドリー
地溝型のリルであり、アペニン山脈近郊の雨の海南東部に位置する。北西には大きなクレーターであるアルキメデスがある。このリルは、腐敗の沼から始まって南西に伸び、丘陵地帯を横切る。リルの北端の東側には、リマ・ハドリーとアポロ15号の着陸地点がある。
この構造の中心点は、北緯23.8°、西経1.2°にあり、最大直径は161kmである。このリルは、近くにあるブラッドリー山から名付けられた。近くには、以下のようないくつかの小さなクレーターが存在する。
| クレーター | 月面座標                                        | 直径 | 名前の由来                       |
| ---------- | ----------------------------------------------- | ---- | -------------------------------- |
| Ann        | 北緯25度06分 西経0度06分 / 北緯25.1度 西経0.1度 | 3 km | ヘブライ語の女性名               |
| Ian        | 北緯25度42分 西経0度24分 / 北緯25.7度 西経0.4度 | 1 km | スコットランド・ゲール語の男性名 |
| Kathleen   | 北緯25度24分 西経0度42分 / 北緯25.4度 西経0.7度 | 5 km | アイルランド語の女性名           |
| Michael    | 北緯25度06分 西経0度12分 / 北緯25.1度 西経0.2度 | 4 km | 英語の男性名                     |
| Patricia   | 北緯25度00分 西経0度18分 / 北緯25.0度 西経0.3度 | 5 km | 英語の女性名                     |